# Lasioglossum surianae
Lasioglossum surianae är en biart som först beskrevs av Mitchell 1960. Den ingår i släktet smalbin och familjen vägbin. Inga underarter finns listade i Catalogue of Life.

## Beskrivning
Huvud och mellankropp är ljust, metalliskt gulgröna. Munskölden är orange till rödaktig på den övre halvan, överläppen (labrum) och partiet under ögonen är orange. Käkarna är brungula hos hanen. Antennerna är bruna, med undersidan av de yttre lederna brunorange. Vingarna är något mörka, med rödbruna ribbor och vingfästen som är orange hos honan, brungula hos hanen. benen är bruna med brungula fötter. Bakkroppssegmenten är brunröda med brungula bakkanter. Behåringen är vitaktig och tämligen gles, utom på hanens ansikte under ögonen, där den döljer ytan. Kroppslängden är 4,3 till 4,4 mm för honan, med en framvingelängd på knappt 3 mm för båda könen.

## Utbredning
Utbredningsområdet år litet, och omfattar endast södra Florida och Bahamas.

## Ekologi
Lasioglossum surianae är oligolektisk, den flyger till blommande växter från många familjer: Korgblommiga växter som skäran nålskära; vindeväxter som Jacquemontia samt Surianaceae (en familj i ärtordningen) som Suriana maritima. 
Arten är sällsynt: Center for Biological Diversity, en amerikansk naturskyddsgrupp, beskriver den som "declining and threatened" medan Florida Fish and Wildlife Conservation Commission beskriver den som "Biologically vulnerable".